# 内弗尔卡拉八世
内弗尔卡拉八世是古埃及第十王朝国王（公元前2130至2040年间在位，即第一中间期）。